# 조대수묘

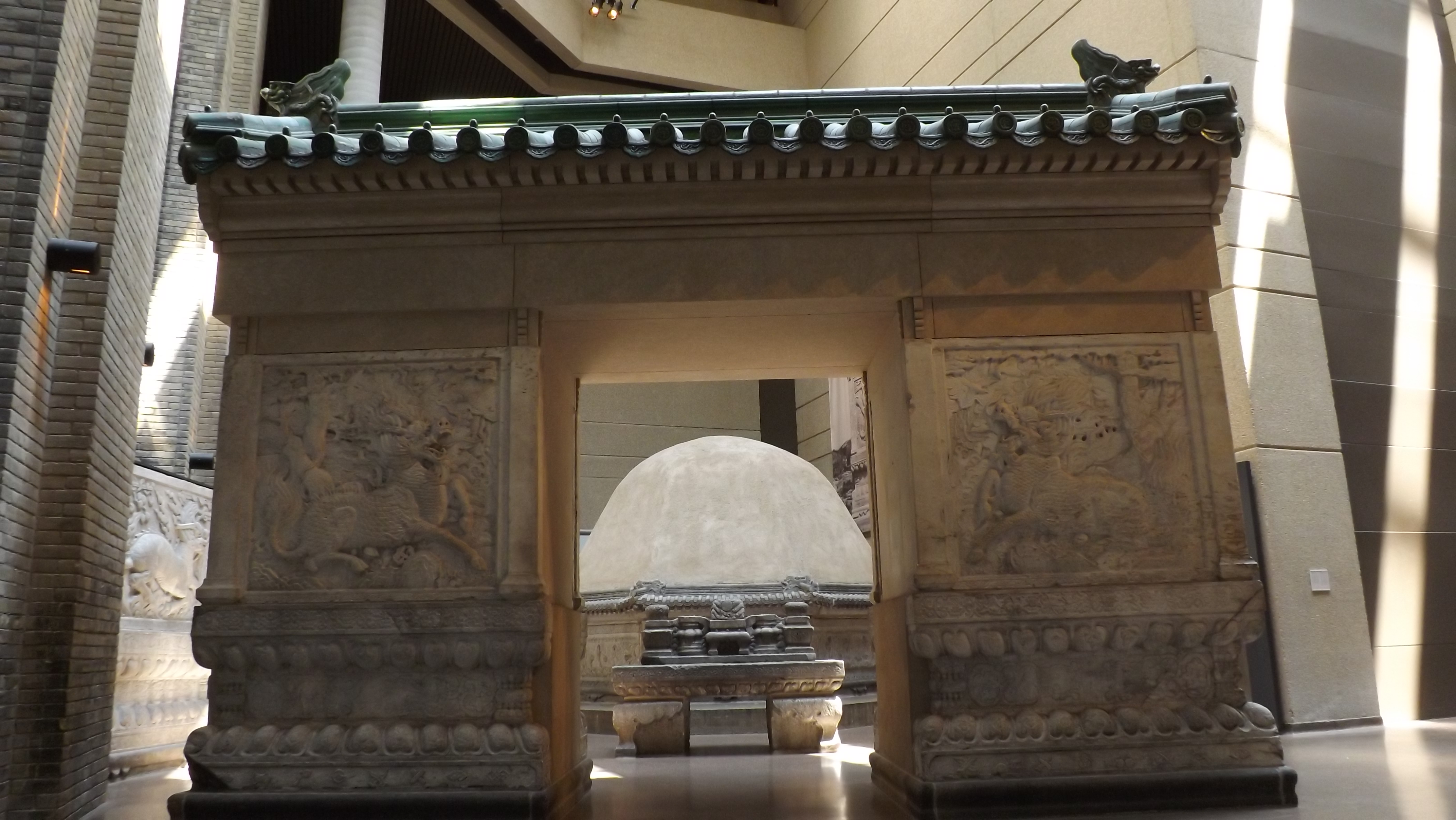
조대수묘의 묘도와 봉분, 로열 온타리오 박물관(Royal Ontario Museum)

조대수묘(祖大壽墓, Tomb of General Zu Dashou)는 명의 무덤(Ming Tomb)이라는 이름으로도 알려져 있으며, 캐나다 토론토(Toronto)에 소재한 로열 온타리오 박물관(Royal Ontario Museum)의 최초 컬렉션 중 하나이자, 동시에 박물관 내 '상징물(Iconic Objects)'로 지정된 유물 중 하나이다.

## 역사

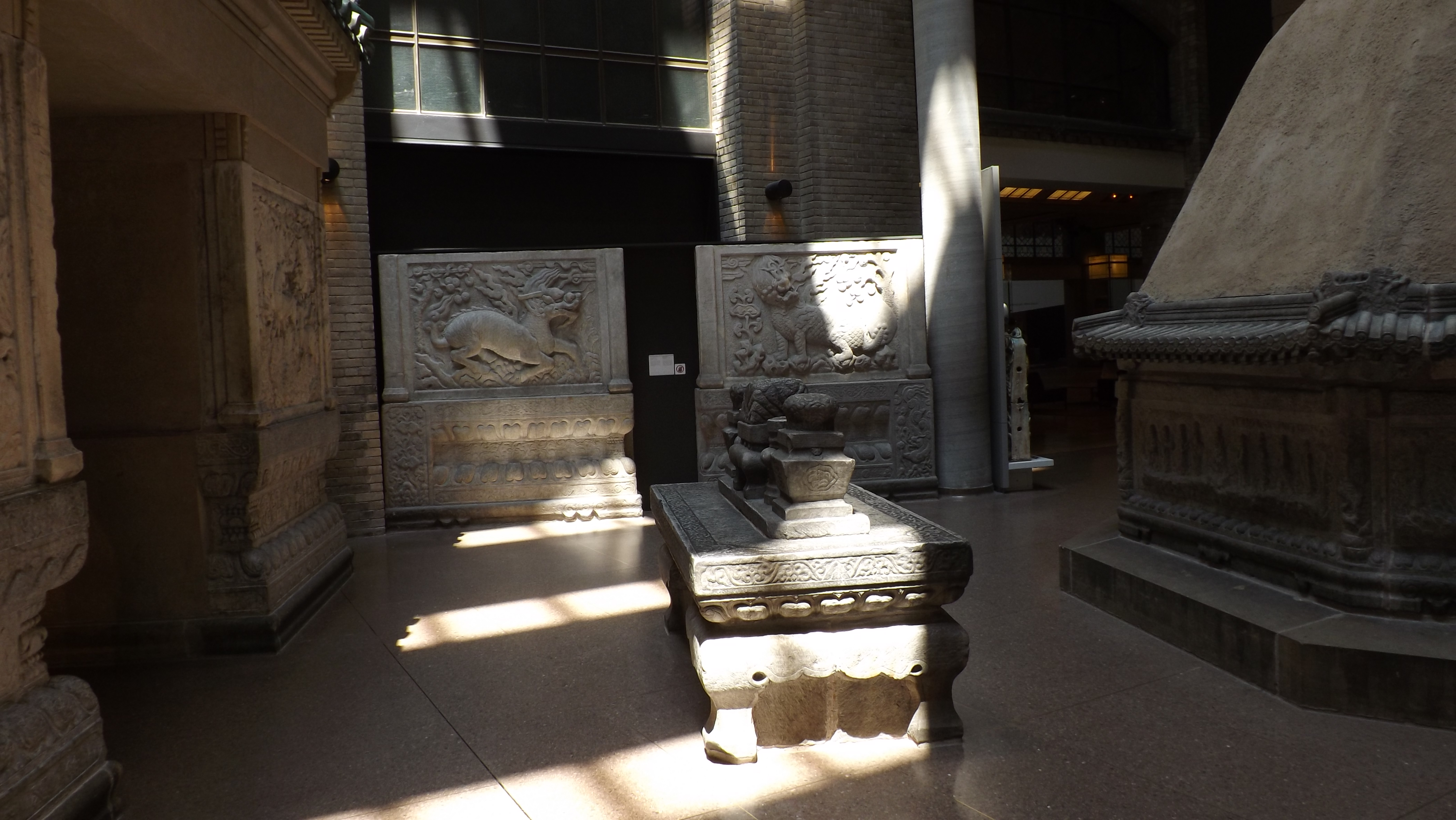
조대수묘의 묘벽 조각과 마당, 로열 온타리오 박물관

조대수(祖大壽, ?-1656)는 명(明)의 장수로 후금(後金) 혹은 청(淸)의 만주인 군대에 대항하여 용감히 싸운 것으로 이름났다. 1631년, 조대수는 적에게 자신의 아들 한 명을 인질로 보내어 교섭을 빨리 진행시키고 대릉하성(大凌河城)의 백성들을 안정시키려 하였다. 1644년 명이 멸망하자, 조대수와 아들들은 청에 항복하였다.
1656년, 조대수가 사망하면서 그의 무덤이 조영되었다. 무덤의 크기는 조대수에 대하여 청조가 표현한 존경과 흠모를 보여준다.
20세기 초, 당시 로열 온타리오 박물관의 상무이사(managing director) 찰스 트릭 커렐리(Charles Trick Currelly)는 중국의 모피 교역에 종사하였던 영국 상인 조지 크로프츠(George Crofts)가 수집하였던 중국의 유물이나 가공품을 구입할 기회를 얻었다.
1921년, 조대수묘와 관련 구조물이 박물관에 도착하였고 컬렉션의 중요 유물이 되었다. 당시엔 구조물의 유래와 역사에 대한 단서가 없었으나 조대수의 무덤이라는 것만 추정할 뿐이었다. 무덤과 그 역사에 대한 연구는 수십 년에 걸쳐 이뤄졌다. 2005년 박물관 큐레이터 클라스 루이텐비크(Klaas Ruitenbeek)의 연구를 통하여 무덤이 조대수의 것이며 조대수와 세 아내의 유해가 안에 있다고 밝혔다.
현재, 1919년 북경 인근 영태촌에서 발견된 모습을 모방하여 상석, 석봉분, 아치형의 묘문 등이 정비되어 있다. 이 무덤이 발견된 주변에는 조대수의 아들들의 무덤이 있으며 다른 여러 무덤들을 통해서도 이 무덤이 조씨 선산의 일부라는 것을 보여준다.

## 화상

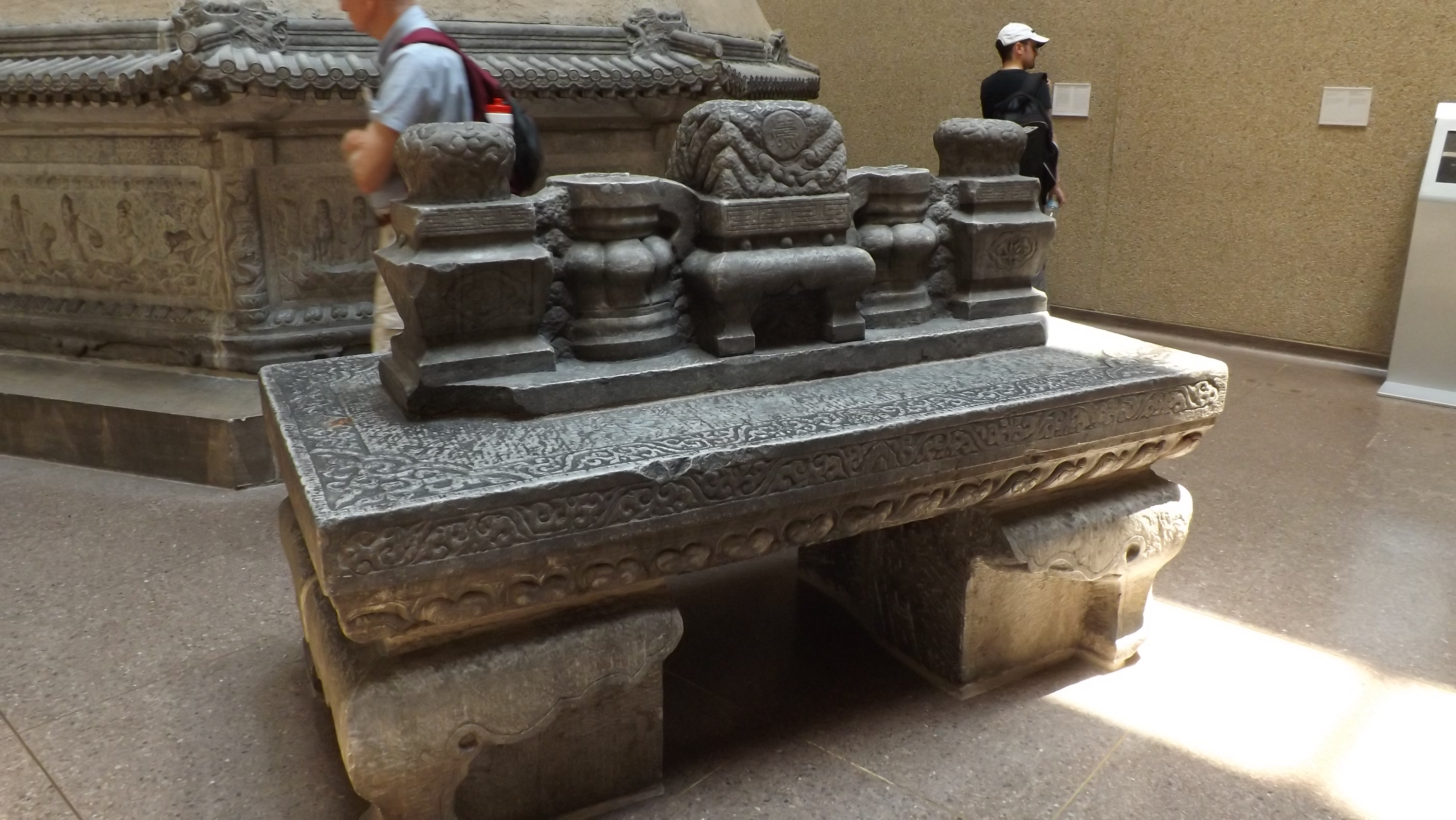
상석, 로열 온타리오 박물관

무덤군은 안녕과 불멸을 상징하는 화상으로 가득하다. 전세계 여러 문화권에서 보이듯 매장 화상은 내세로 건너가거나 떠난 이에 대하여 시각적으로 상기시켜주는 것의 부적이라고 할 수 있다. 1년에 몇 번 가문에서는 조대수 등에게 제사를 지내고 제물을 바쳤다. 제물 가운데 대부분은 도자기로 된 것이었다.
무덤의 상징물은 다음과 같다.
- 사슴은 장수의 상징이다.
- 벌집(蜂) 근처 원숭이(猴)는 봉후(封侯)의 동음이의어로, 고관대작이 되길 기원하는 마음을 담았다.
- 기린(麒麟)은 상상의 동물이다.

기타 용, 대나무, 연꽃 등이 있다.
|  |  |  |  |  |

|  |  |  |

## 참고문헌
1. ↑  Derksen, Tessa (2010). Iconic: The Must-See Treasure of the ROM. Toronto: Royal Ontario Museum. p. 35. ISBN 978-0-88854-473-5.
2. ↑  Ruitenbeek, Klaas."Tomb of General Zu Dashou (Ming Tomb)" The Louvre has the Mona Lisa. The British Museum, the Rosetta Stone. Herewith, 15 of the ROM's own must-see artifacts. ROM Magazine. 22 June 2008.
3. ↑  "Toronto Feature: Royal Ontario Museum".The Canadian Encyclopedia. Retrieved 13 July 2013
4. ↑  Ruitenbeek, Klaas. "Iconic: Ming Tomb". Royal Ontario Museum. Retrieved 13 July 2013.
5. ↑  Welch, Patricia Bjaaland (2008). Chinese Art: A Guide to Motifs and Visual Imagery. Tuttle Publishing . ISBN 080483864X